# Vittorio Curtoni
Vittorio Curtoni (28 de julio de 1948 - 4 de octubre de 2011) fue un escritor y editor italiano de ciencia ficción.
Desde joven ingresó al mundo de la ciencia ficción italiana en la redacción de la revista Galassia con Gianni Montanari entre 1970 y 1973, y luego dirigió la revista Robot entre abril de 1976 y octubre de 1978.
Su producción como escritor se concentró especialmente en cuentos cortos.
En la última parte de su vida dirigió la nueva versión de Robot, que había retomado sus ediciones en 2003, y colaborando además con la revista en línea Delos y con el periódico de Piacenza Libertá, bajo el seudónimo Trappole. 
También tradujo ciencia ficción, además de narrativa de otros géneros. Entre ellas, obras de Philip K. Dick, Joe R. Lansdale, Matt Ruff, Joyce Carol Oates, David Ambrose y Ron Goulart.

## Obras
- Dove stiamo volando, Galassia, 1972
- Le frontiere dell'ignoto. Vent'anni di fantascienza italiana, Milán, Editorial Nord, 1977
- La sindrome lunare e altre storie, Armenia, 1978
- Retrofuturo, ediciones Shake, 1999
- Ciao futuro, Mondadori, 2001
- Trappole in libertà, Edizioni Pontegobbo, 2004[4]
- Bianco su nero, Delos Books, 2011

## Premios
- Premio europeo del Grand Prix de L’Imaginaire 2006 por la revista Robot.[5]